# Hawk Cove
Hawk Cove város az USA Texas államában, Hunt megyében. Lakosainak száma 452 fő (2020. április 1.).

## Népesség
A település népességének változása:

| 2010 | 483 |
| 2020 | 452 |